# 東広島市立河内西小学校
東広島市立河内西小学校（ひがしひろしましりつ こうちにししょうがっこう）は、かつて広島県東広島市河内町河戸に所在していた市立小学校。

## 概要
東広島市の北東部にある。河内西小学校は小規模特認校に指定されており、市内在住の希望する保護者の児童は､学区外から入学・転入学することができる。

## 沿革
- 1993年4月 - 宇山、戸野、河戸の各小学校を統合し、河内町立河内西小学校として設立。
- 1994年3月 - プール完成。
- 2004年4月 - 河内町立小田小学校を統合。
- 2005年2月 - 町合併により東広島市立河内西小学校と改称。
- 2019年3月 - 東広島市立河内小学校へ統合し、閉校。

## 学校行事
- 4月 - 入学式、遠足
- 5月 - 運動会、修学旅行
- 11月 - 河内西フェスタ
- 3月 - 卒業式

## 通学区域
- 東広島市
  - 河内町宇山
  - 河内町小田
  - 河内町河戸
  - 河内町戸野

## 進学先中学校
- 東広島市立河内中学校

## 周辺
- 河内西保育所